# 戈巴赫河
52°54′15.94″N 9°16′30.08″E / 52.9044278°N 9.2750222°E

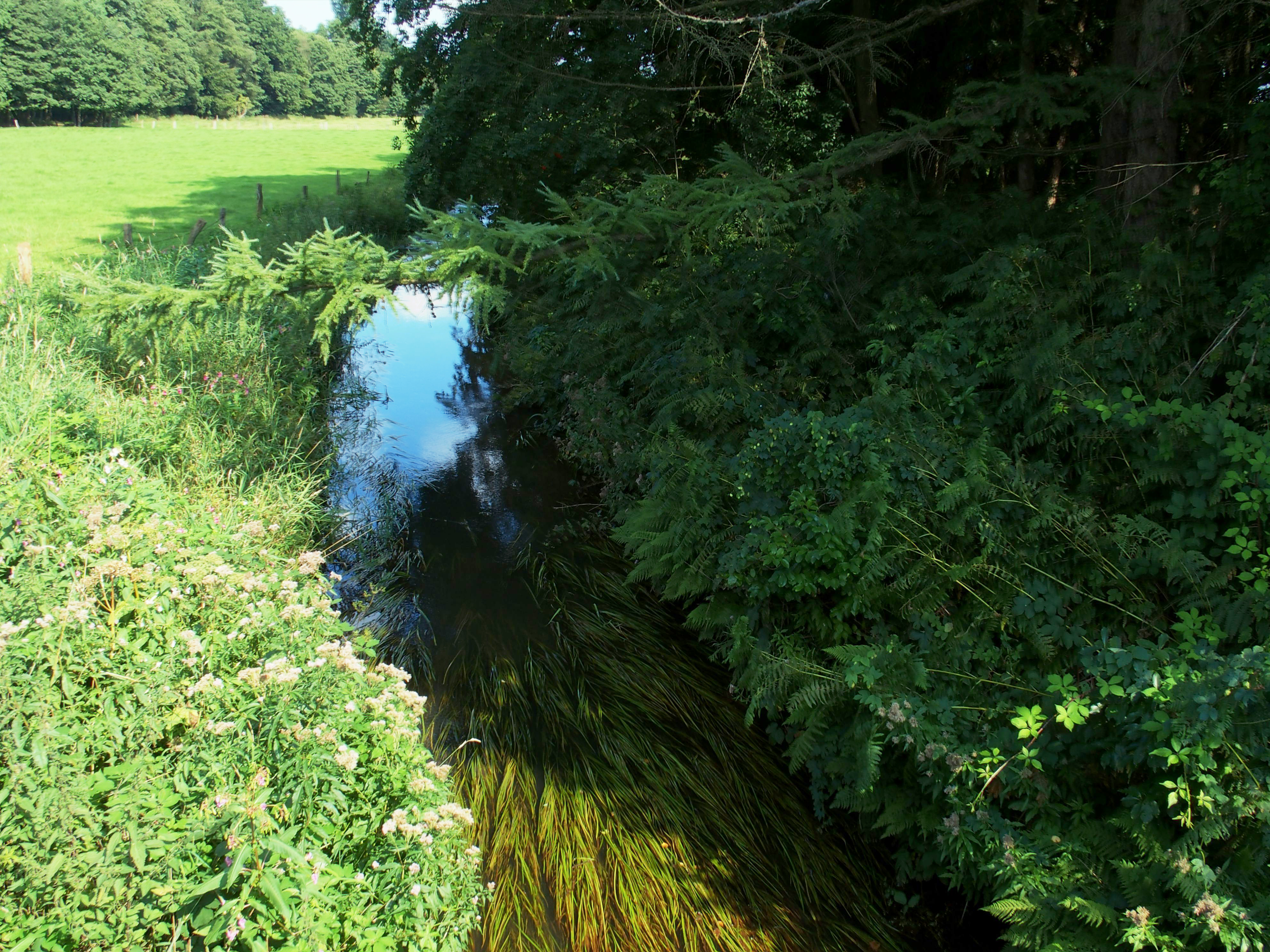
戈巴赫河

戈巴赫河（德語：Gohbach），是德國的河流，位於該國西北部，由下薩克森州負責管轄，屬於阿勒爾河的右支流，河道全長24.3公里，流域面積107平方公里，發源自菲瑟爾赫沃德。